# Odile Van Doorn
Odile van Doorn (née le 23 avril 1960 à Paris) est une cavalière française de dressage.

## Parcours
Odile van Doorn commence l’apprentissage de l’équitation à l’âge de 14 ans. Elle obtient son monitorat à 18 ans et ouvre une école d’équitation à 21 ans.
En 2007, son cheval de tête était Parodie VD Wateringhoeve, morte pendant le CDI 3* de Saumur à la suite d'une fracture du bassin (accident de box).
Odile van Doorn travaille désormais Olivi, un jeune KWPN, son objectif étant de le sortir sur le Petit Tour fin 2008.

## Vie personnelle
Elle vit à Hermeray. Elle est mariée et a deux enfants.

## Palmarès[1]
- 2002 Championne de France à Saumur avec Parodie VD Wateringhoeve.
- 2004 Vainqueur de la Coupe des Nations du CDIO** à Saumur avec Parodie VD Wateringhoeve.
- 2004 Championne de France catégorie A à Saumur avec Parodie VD Wateringhoeve[3].